# Ghiacciaio Cosgrove
Il ghiacciaio Cosgrove è un ghiacciaio situato sulla costa di Kemp, nella Terra di Enderby, in Antartide. Il ghiacciaio si trova in particolare poco a sud dell'isola Rund e a ovest del ghiacciaio Dovers, dove fluisce verso nord fino a entrare nella parte meridionale della baia di Stefansson.

## Storia
Il ghiacciaio Cosgrove è stato avvistato per la prima volta nel 1956 durante una ricognizione aerea effettuata nel corso di una delle spedizioni di ricerca antartica australiane. In seguito il ghiacciaio è stato mappato e così battezzato dal Comitato australiano per i toponimi e le medaglie antartici in onore di M. Cosgrove, un supervisore radio di stanza alla stazione Mawson nel 1959.